# Iguanodectes
Iguanodectes és un gènere de peixos de la família dels caràcids i de l'ordre dels caraciformes.

## Taxonomia
- Iguanodectes adujai (Géry, 1970)[2]
- Iguanodectes geisleri (Géry, 1970)[2]
- Iguanodectes gracilis (Géry, 1993)[3]
- Iguanodectes polylepis (Géry, 1993)[3]
- Iguanodectes purusii (Steindachner, 1908)[4]
- Iguanodectes rachovii (Regan, 1912)[5]
- Iguanodectes spilurus (Günther, 1864)[6]
- Iguanodectes variatus (Géry, 1993)[3][7][8][9][10][11][12][13]